# Läuterzucker

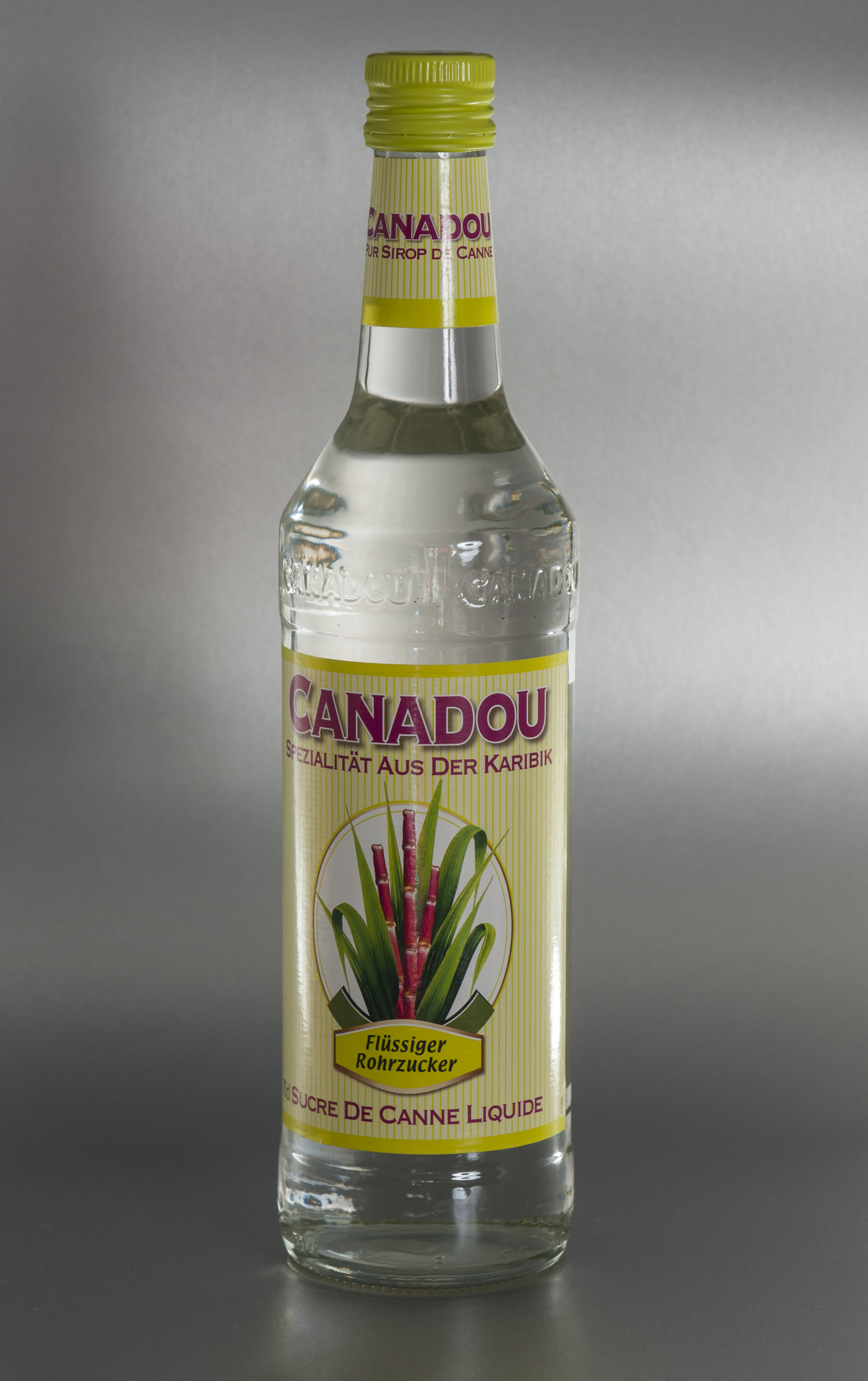
Zuckersirup aus Rohrzucker für die Zubereitung von Cocktails

Läuterzucker oder Zuckersirup ist ein Sirup, der nur aus den Sirup-Grundzutaten Zucker und Wasser hergestellt wird. Die Bezeichnung Läuterzucker leitet sich von läutern (reinigen) ab. Für Rohrzuckersirup wird Zuckerrohrsaft oder Melasse verwendet.
Der flüssige Zucker erlaubt eine einfache Lagerung, den problemlosen Transport und eine leichte Dosierung. Großtechnisch kann Läuterzucker durch Umpumpen leicht gehandhabt werden. Er wird daher in Bars und Gastronomie, Getränke- und Spirituosenindustrie, Eiscremeherstellung, in Bäckereien und bei der Produktion von Konfitüren und Gelees verwendet.
Der geplante Verwendungszweck bestimmt das Verhältnis von Wasser zu Zucker und damit die Dichte der Lösung, die in Grad Baumé gemessen wird. Eine Lösung von 1000 g Zucker in 1000 g Wasser hat heiß eine Dichte von 28 °Bé und kalt 30–32 °Bé. Läuterzucker darf keine höhere Dichte haben als 32 °Bé, da sonst die Gefahr des Auskristallisierens besteht. Durch das Aufkochen der Zuckerlösung flocken Unreinheiten auf der Oberfläche als Schaum aus, die dadurch leicht abgeschäumt werden können.

## Verwendung
In der Konditorei wird Läuterzucker zum Verdünnen von Glasuren, Tränken von Torten und als Glanzstreiche zum Abglänzen von Makronen-, Plunderteig- und Blätterteiggebäck verwendet. Ein zum schwachen Faden gekochter Zucker (Erhitzen auf gut 100 °C) wird zum Glasieren von Honig-Lebkuchen verwendet. Das Gebäck wird heiß bestrichen, wodurch sich eine dünne, glänzende Zuckerschicht bildet.
In der Pharmazie wird Zuckersirup aus 64 Gewichtsteilen Zucker und 36 Gewichtsteilen Wasser hergestellt (Sirupus simplex DAB 6 [1936] / Zuckersirup DAB 2012).
Bei der Zubereitung von Cocktails hat Zuckersirup gegenüber kristallinem Zucker den Vorteil, dass er sich beim Mixen auch in kalter Form leicht mit Spirituosen und anderen Zutaten vermischt und sich zudem genau wie die anderen, in der Regel flüssigen Zutaten, mit einem Ausgießer an der Flasche oder durch Abmessen mit einem Jigger dosieren lässt. In Cocktailrezepten wird zugesetzter Zucker daher fast immer in Form von Zuckersirup angegeben.
Man unterscheidet dabei einfachen Zuckersirup (englisch simple syrup), auch 1:1-Sirup, bei dem Wasser und Zucker zu gleichen Teilen gemischt werden, das heißt 1 Liter Wasser auf 1 kg Zucker. Beim ebenfalls häufigen 2:1-Sirup (englisch rich simple syrup) mit zwei Teilen Zucker auf einen Teil Wasser entsteht demgegenüber eine nahezu gesättigte Lösung, die gekühlt schon leicht auskristallisieren kann. Industriell hergestellter Rohrzuckersirup für die Zubereitung von Cocktails weist daher ein Mischungsverhältnis von ungefähr 1,7:1 oder 1,8:1 aus, das entspricht etwa 5 Teilen Zucker auf 3 Teile Wasser. Eine Besonderheit ist gomme syrup, dem zusätzlich noch Gummi Arabicum für bessere Viskosität beigefügt ist. Im angelsächsischen Sprachraum wird Gomme aber inzwischen auch synonym für gewöhnlichen Zuckersirup verwendet.

## Klassifizierung von Läuterzucker
Läuterzucker wird nach Anforderungen in unterschiedlichen Konzentrationen eingekocht. An einen Läuterzucker, der aromatisiert zur Frischhaltung von Tortenböden verwendet wird, werden andere Anforderungen gestellt als an einen Zucker, aus dem Bonbons oder Fondant gemacht werden. Die Konsistenz hängt von der Temperatur ab, die zur Kontrolle mit einem Zuckerthermometer bestimmt wird. Obwohl heute Grad Celsius und Kelvin zur Temperaturbestimmung Standard sind, ist in der zuckerverarbeitenden Industrie und im Handwerk traditionell die Angabe in Réaumur üblich.
Im Handwerk wird die kochende Zuckerlösung alternativ mit der Flugprobe bestimmt. Dazu wird das Ende eines Drahtes kreisrund gebogen und in die Zuckerlösung getaucht. Wie bei Seifenblasen wird die Zuckerlösung geblasen. Anhand des Fluges der Zuckerlösung kann die Viskosität der Lösung beurteilt werden.
| Type                | °Réaumur   | °Celsius   |
| ------------------- | ---------- | ---------- |
| Schwacher Faden     | 80–82 °R   | 100–103 °C |
| Starker Faden       | 85–87 °R   | 106–109 °C |
| Perle               | 87–88 °R   | 109–110 °C |
| Blase               | 88–90 °R   | 110–112 °C |
| Leichter Flug       | 90–91 °R   | 112–114 °C |
| Kettenflug (Ballen) | 93–95 °R   | 116–118 °C |
| Schwacher Bruch     | 106–108 °R | 132–135 °C |
| Starker Bruch       | 112–116 °R | 140–145 °C |